# Catatasis clypeata
Catatasis clypeata är en tvåvingeart som beskrevs av Kertesz 1912. Catatasis clypeata ingår i släktet Catatasis och familjen vapenflugor.
Artens utbredningsområde är Seychellerna. Inga underarter finns listade i Catalogue of Life.